# Adelheid von Waldeck
Adelheid von Waldeck (* um 1264; † 1339/1342) war eine Tochter des Grafen Heinrich III. von Waldeck und dessen Frau Mechthild von Arnsberg-Cuyk (auch von Rietberg-Arnsberg). Sie entstammte dem Haus Waldeck.
Sie heiratete am 24. November 1276 Simon I. zur Lippe und hatte mit ihm folgende Kinder:
- Bernhard (1277–1341), Fürstbischof von Paderborn 1321–1341
- Hermann († ca. 1324), Kleriker
- Hendrik († ca. 1336), Kleriker
- Diedrich († nach 8. September 1326), Ritter im Deutschen Orden
- Simon (um 1285–1334), begraben im Kloster Marienfeld
- Bernhard V. (* um 1290; † vor 1365), Herr von Lippe (Rheda)1344–1365 ⚭ Richarda von der Mark (von Saffenberg)
- Adolf
- Mechthild († nach 9. April 1366), ⚭ ca. August 1310 Graf Johann II. von Bentheim († 1332)
- Adelheid (1298–1324) ⚭ Graf Hermann II. von Everstein (vor 1305– nach 1350)
- Otto (um 1300–um 1360), Herr von Lippe in Lemgo 1344–1360 ⚭ Irmgard von der Mark
- Heilwig (* vor 1313; † nach 5. März 1369), ⚭ Adolf VII. von Holstein-Schauenburg († 1352)